# Campanula orphanidea
Campanula orphanidea är en klockväxtart som beskrevs av Pierre Edmond Boissier. Campanula orphanidea ingår i släktet blåklockor, och familjen klockväxter. Inga underarter finns listade i Catalogue of Life.